# 好酸球性多発血管炎性肉芽腫症
好酸球性多発血管炎性肉芽腫症（こうさんきゅうせい・たはつけっかんえんせい・にくげしゅしょう、英語: Eosinophilic granulomatosis with polyangiitis; EGPA）は全身の動脈に炎症が生じる病気である。血管炎の分類を定めるチャペルヒル・コンセンサス会議の2012年改訂によって、好酸球性多発血管炎性肉芽腫症 (Eosinophilic granulomatosis with polyangiitis; EGPA) を正式名称とすることが決まった。

## 歴史

### 病気概念の歴史的変遷
1951年にチャーグとストラウスが病理学的な見地から提唱した。

## 概念概要
好酸球性多発血管炎性肉芽腫症(旧称 アレルギー性肉芽腫性血管炎、チャーグ・ストラウス症候群)は全身の動脈に壊死性血管炎を生じる病気。結節性多発動脈炎 (PN) は肺動脈を侵さないが、本症は肺動脈を侵す。抗好中球細胞質抗体のMPO-ANCAが出現することによって起こるANCA関連血管炎である。

## 病態
好酸球増多を伴う全身性血管炎であり、病理学的には好酸球浸潤を伴う壊死性血管炎や血管内外の肉芽腫を生じる。

## 疫学
症例数が少ないため、大規模な臨床研究を行いにくく、診断指針、治療指針はまだまとまっているとはいい難い。
日本では、厚生労働省の指定する特定疾患（難病）の一つ。

## 症状
血管炎症状の前にI型アレルギー性症状が先行する事が多い。血管炎症状として多彩な臓器症状を呈する。多発性単神経炎を主体とする神経症状が頻度が高く、全症例の70%以上で認められる。その他、関節炎、肺、心臓（冠動脈疾患）、皮膚（発疹）、消化管（潰瘍）、腎症などが起こる。

## 検査

### 血液検査
- 赤血球沈降速度↑
- 好酸球↑（診断基準では800/μL以上）

#### 生化学検査
- IgE↑
- リウマチ因子(+)
- 抗好中球細胞質抗体(P-ANCA=MPO-ANCA)(+)

### レントゲン写真検査
- 胸部レントゲン写真検査
  - 浸潤影が認められることもあるが、特異的でない。

### 肺胞洗浄液(BAL)
- 好酸球↑

### 針生体検査
罹患器官（例えば発赤皮疹であれば皮膚、循環障害であれば血管）の生検が，好酸球性多発血管炎性肉芽腫症の診断に最善の検査であり，白血球破砕性血管炎を認める。

## 診断
罹患臓器に針生体検査を行って炎症を認める。

## 治療
血管炎症候群の中では比較的ステロイド治療に対する反応は良好である。しかし、難治例、再発例に対してはステロイドパルス療法や、免疫抑制剤の併用（シクロフォスファミドなど）、γ-グロブリン大量投与療法などが試みられている。